# Destiny (singel Infinite)
Destiny – singel CD południowokoreańskiej grupy Infinite, wydany 16 lipca 2013 roku przez wytwórnię Woollim Entertainment. Na płycie znalazły się cztery utwory, głównym utworem jest „Destiny”. Sprzedał się w nakładzie 164 432 egzemplarzy w Korei Południowej (stan na luty 2014).

## Lista utworów
| CD | CD                                                   | CD                       | CD                       | CD                       | CD      |
| Nr | Tytuł utworu                                         | Tekst                    | Kompozycja               | Aranżacja                | Długość |
| -- | ---------------------------------------------------- | ------------------------ | ------------------------ | ------------------------ | ------- |
| 1. | „Destiny”                                            | Rphabet                  | Rphabet                  | Rphabet                  | 3:52    |
| 2. | „Inception”                                          | Shim Eun-ji, Kim Ji-seon | Shim Eun-ji              | Shim Eun-ji              | 3:31    |
| 3. | „Neoege Ganda” (kor. 너에게 간다, ang. Going To You) | Ha Jeong-ho, STORYTELLER | Ha Jeong-ho, STORYTELLER | Ha Jeong-ho, STORYTELLER | 3:32    |
| 4. | „Eomma” (kor. 엄마, ang. Mother)                     | Shim Eun-ji              | Shim Eun-ji              | Shim Eun-ji              | 4:42    |

## Notowania
| Lista                    | Pozycja |
| ------------------------ | ------- |
| Gaon Weekly Album Chart  | 1       |
| Gaon Monthly Album Chart | 1       |
| Gaon Yearly Album Chart  | 11      |
| Five Music (Tajwan)      | 1       |